# Mircea Nicolae Rusu
Mircea Nicolae Rusu (n. 28 octombrie 1938, Brașov) este un critic, cercetător și istoric literar român.

## Studii
Mircea Nicolae Rusu a făcut studiile elementare la Brașov (1945-1952). A studiat la Liceul Andrei Șaguna (1953-1954), apoi Școala Medie Tehnică de motoare auto-aero din București (1953-1954), transferându-se la Liceul de Aviație al Ministerului Forțelor Armate, unde era deja angajat. În anul 1964 devine Licențiat al Facultății de Filosofie a Universității din București, secția de filosofie generală și ziaristică. 

## Activitate profesională

### Activitatea jurnalistică
Debutează în ziarul Drum nou din Brașov (1962), cu reportaje, recenzii și cronici de filme. Își câștigă de tânăr existența, lucrând, pe rând, ca municitor, magazioner, proiectant și constructor în domeniul aviației la Brașov, coleg de atelier cu Ludovic Spiess; apoi a fost instructor de aeromodele la Palatul Pionierilor din Brașov, funcționar al Uniunii Scriitorilor, la București (1964-1965), tehnoredactor, redactor la Secția de critică, unde, mai târziu a devenit șef al respectivei Secții a revistei  Luceafărul (1966-1968). În 1983 este dat afară din presă de Eugen Florescu și colaboratorii lui pentru curajul de a refuza să scrie articole festiviste și omagiale. 

### Activitatea publicistică
Debutează editorial în 1969 cu volumul  Utopica. Intră la  Săptămâna, unde susține rubrica de istorie literară. Conduce cenaclul literar al revistei  Amfiteatru (1972-1983). Semnează sute de alte studii și cronici în revistele  Luceafărul,  Viața studențească și Amfiteatru. Din 1992 se stabilește în Statele Unite unde va fi redactorul-șef al revistei de cultură și spiritualitate românească Lumină lină (Gracious light) din New York. Aici publică numeroase reportaje, eseuri, unele traduse și în limba engleză. De asemenea, semnează prefețe la volume de Silvia Cinca, Pamela Ionescu și Cristian Petru Bălan.